# Mariana Leitão
Mariana de Lemos Quintão Correia Leitão (ur. 28 września 1982 w Lizbonie) – portugalska polityczka, deputowana do Zgromadzenia Republiki, przewodnicząca Inicjatywy Liberalnej (od 2025).

## Życiorys
Absolwentka stosunków międzynarodowych na Universidade Lusíada de Lisboa. Kształciła się również w zakresie zarządzania przedsiębiorstwem (m.in. w ISCTE). Zawodowo zajmowała się zarządzaniem firmą. Została także brydżystką; reprezentowała Portugalię na mistrzostwach Europy i świata.
W 2019 dołączyła do Inicjatywy Liberalnej, pracowała w jej frakcji parlamentarnej. W 2021 zasiadła w zgromadzeniu miejskim w Oeiras. W 2024 uzyskała mandat deputowanej do Zgromadzenia Republiki. Objęła funkcję przewodniczącej frakcji swojej partii. Z powodzeniem ubiegała się o reelekcję w wyborach w 2025.
W 2025 została wyznaczona na kandydatkę swojej formacji na prezydenta w wyborach w 2026; w czerwcu 2025 ogłosiła rezygnację celem ubiegania się o przywództwo w partii. W następnym miesiącu została wybrana na przewodniczącą Inicjatywy Liberalnej.